# Società Sportiva Sambenedettese 1939-1940
Questa voce raccoglie le informazioni riguardanti la Società Sportiva Sambenedettese nelle competizioni ufficiali della stagione 1939-1940.

## Rosa
| N. |                   | Ruolo | Calciatore           |
| -- | ----------------- | ----- | -------------------- |
|    | Italia (bandiera) | P     | Pietro Cosignani     |
|    | Italia (bandiera) | P     | Emilio Perotti (III) |
|    | Italia (bandiera) | D     | Antonio Patrizi      |
|    | Italia (bandiera) | D     | Giorgetti            |
|    | Italia (bandiera) | D     | Giuliani             |
|    | Italia (bandiera) | D     | Giovanni Calabresi   |
|    | Italia (bandiera) | A     | Marcello Flammini    |
|    | Italia (bandiera) | C     | Paolo Colli          |
|    | Italia (bandiera) | C     | Angelo Broggini      |
|    | Italia (bandiera) | C     | Mario Belletti       |
|    | Italia (bandiera) | C     | Alfredo Novelli      |
|    | Italia (bandiera) | C     | Costantino Paci (I)  |

| N. |                   | Ruolo | Calciatore             |
| -- | ----------------- | ----- | ---------------------- |
|    | Italia (bandiera) | C     | Filippo Perotti (II)   |
|    | Italia (bandiera) | C     | Giuseppe Rosetti       |
|    | Italia (bandiera) | C     | Siro Santi             |
|    | Italia (bandiera) | A     | Guido Lazzari          |
|    | Italia (bandiera) | A     | Giovanni Assenti (I)   |
|    | Italia (bandiera) | A     | Nicola Palestini (III) |
|    | Italia (bandiera) | A     | Mario Maggi            |
|    | Italia (bandiera) | A     | Raffaele Pulcini       |
|    | Italia (bandiera) | A     | Osvaldo Taffoni (I)    |
|    | Italia (bandiera) | A     | Aldo Ulissi            |
|    | Italia (bandiera) | A     | Agostino Portinaro     |
|    | Italia (bandiera) | A     | Giuseppe Mascaretti    |
|    | Italia (bandiera) | A     | Renzo Ricci Garotti    |